# Prezydenci Wysp Marshalla

## Prezydenci Republiki Wysp Marshalla
| Osoba | Osoba                                   | Osoba   | Kadencja             | Kadencja             | Partia polityczna |
| #     | Imię i nazwisko                         | Portret | Od                   | Do                   | Partia polityczna |
| ----- | --------------------------------------- | ------- | -------------------- | -------------------- | ----------------- |
| 1     | Amata Kabua (1928–1996)                 |         | 17 listopada 1979    | 20 grudnia 1996      | AKA / UDP         |
| —     | Kunio Lemari (1942–2008) (tymczasowo)   |         | 20 grudnia 1996      | 14 stycznia 1997     | AKA / UDP         |
| 2     | Imata Kabua (1943–2019)                 |         | 14 stycznia 1997     | 10 stycznia 2000     | AKA / UDP         |
| 3     | Kessai Note (1950–)                     |         | 10 stycznia 2000     | 14 stycznia 2008     | UDP               |
| 4     | Litokwa Tomeing (1939–2020)             |         | 14 stycznia 2008     | 21 października 2009 | AKA / UDP         |
| —     | Ruben Zackhras (1947–2019) (tymczasowo) |         | 21 października 2009 | 2 listopada 2009     | UDP               |
| 5     | Jurelang Zedkaia (1950–2015)            |         | 2 listopada 2009     | 10 stycznia 2012     | KEA               |
| 6     | Christopher Loeak (1952–)               |         | 10 stycznia 2012     | 11 stycznia 2016     | AKA               |
| 7     | Casten Nemra (1971–)                    |         | 11 stycznia 2016     | 28 stycznia 2016     | bezpartyjny       |
| 8     | Hilda Heine (1951–)                     |         | 28 stycznia 2016     | 13 stycznia 2020     | bezpartyjna       |
| 9     | David Kabua (1951–)                     |         | 13 stycznia 2020     | 3 stycznia 2024      | AKA               |
| (8)   | Hilda Heine (1951–)                     |         | 3 stycznia 2024      | nadal                | bezpartyjna       |